# 苦橙
酸橙（學名：Citrus × aurantium）又名苦橙、南庄橙、來母、金柚葡萄柚、胡柚、常山胡柚、塞維亞柑橘，是柚（Citrus maxima）与橘（Citrus reticulata）的杂交种，屬芸香科柑橘属植物。
栽培品种玳玳花（Citrus × aurantium Amara）开白花，香气浓郁。

## 歷史
苦橙是一種人工雜交種，因此他沒有原生範圍，但在世界各地廣泛種植。苦橙起源於亞洲區域（特別是東南亞）最初在印度和東亞地區被發現，根據英文版維基百科的資料於在西元700年，從東南亞經印度傳播到伊斯蘭世界
，於10世紀由摩爾人引入西班牙（之後11、12世紀由阿拉伯人引入歐洲）。早於古希臘時代，已被古希臘人用作芳香療法的殺菌劑，和植物療法的鎮靜劑。到了17世紀，法國、意大利一帶，開始利用苦橙來提煉精油，以作生產香水用。而此種精油，法語稱。

## 用途
苦橙可用作提煉精油，以作香水之原料。其衍生出的橙花油（Neroli）被用作古龍水為基礎香使用；而在提煉橙花油過程中，也產生了具香味的苦橙花水。至於苦橙的枝葉，以及未成熟的果實，也可用作提取苦橙葉精油。
苦橙也可用作藥用植物，以作為興奮劑和抑制食慾用。

## 成分
- 柠檬烯
- 芳樟醇
- 香叶醇
- 橙花醇
- 醛
- 甲酸甲酯

## 圖片

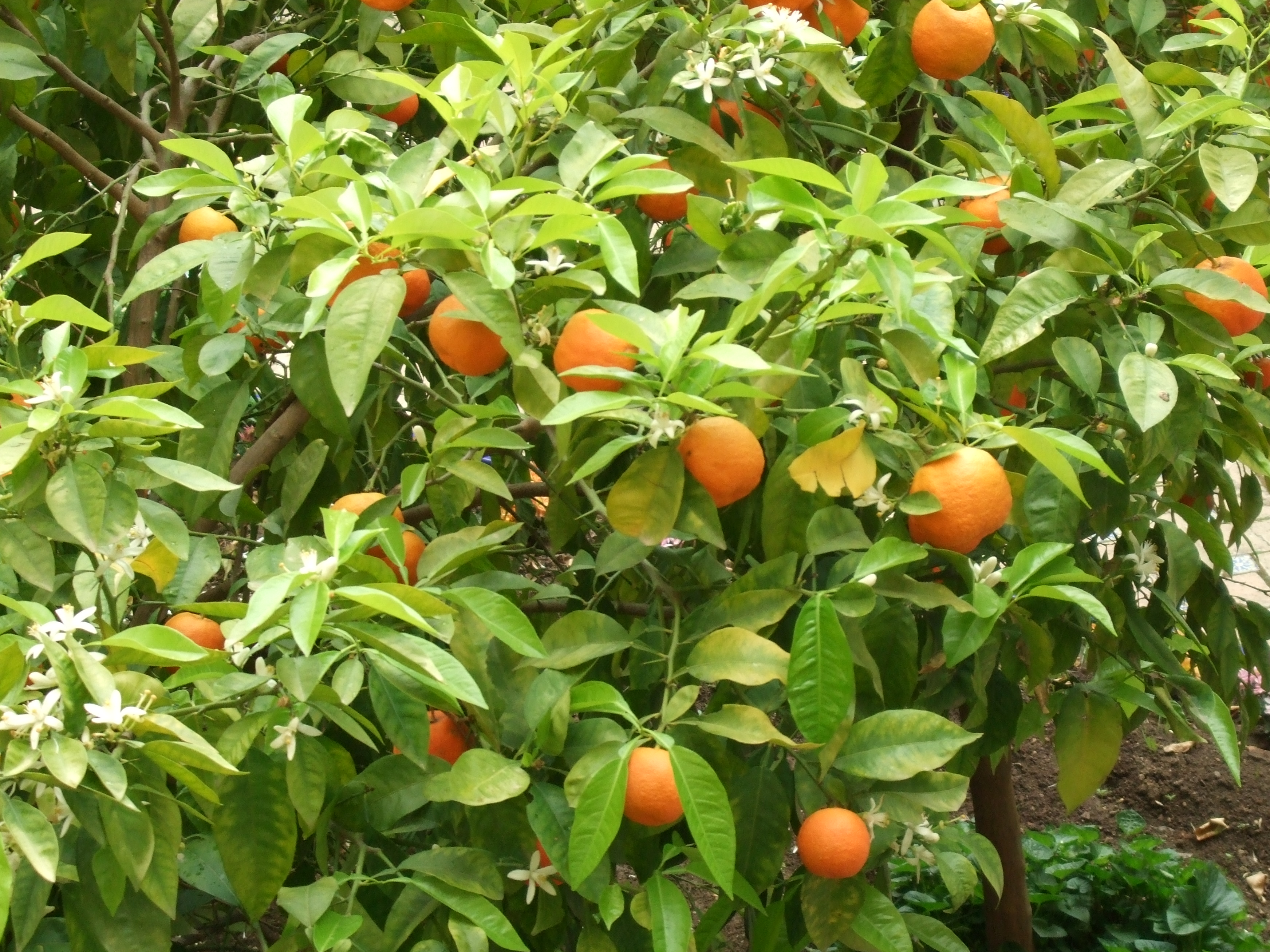
植株
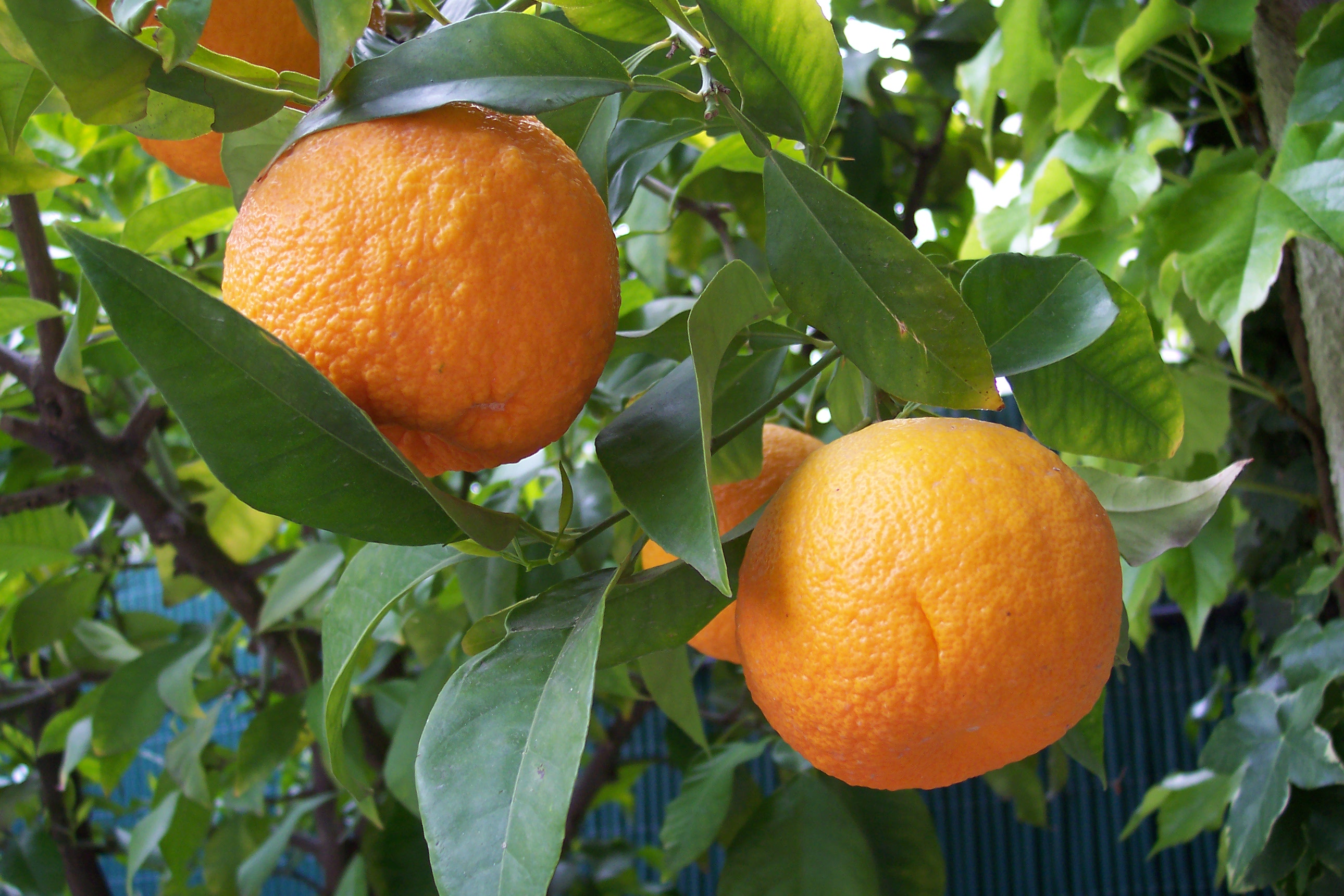
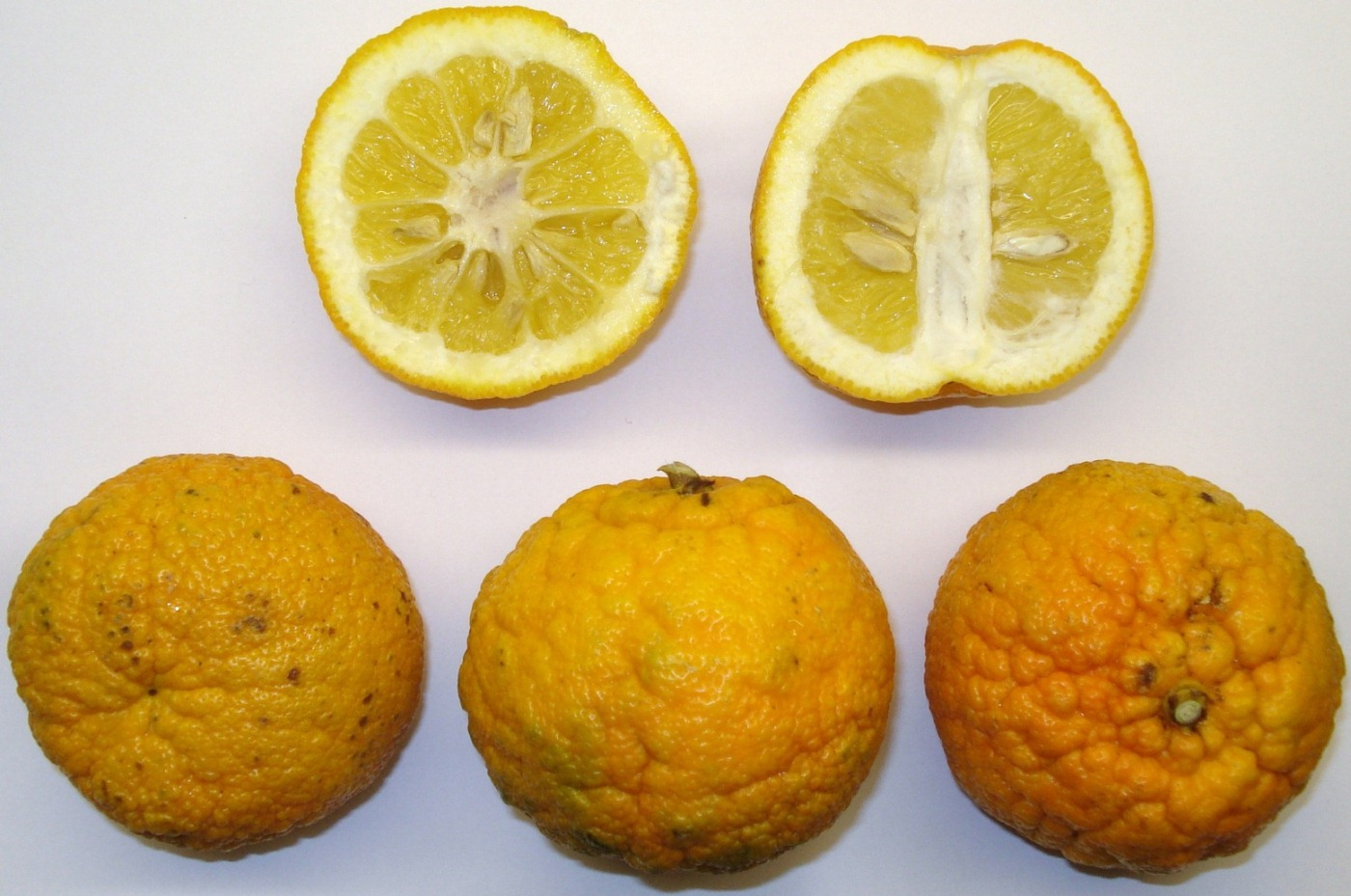
果實

## 外部連結
- 維基物種上的相關：苦橙
- 枳殼 Zhiqiao （页面存档备份，存于） 中藥材圖像數據庫 (香港浸會大學中醫藥學院) （中文）（英文）
- 枳實 Zhishi （页面存档备份，存于） 中藥材圖像數據庫 (香港浸會大學中醫藥學院) （中文）（英文）
- 辛弗林 Synephrine （页面存档备份，存于） 中草藥化學圖像數據庫 (香港浸會大學中醫藥學院) （中文）（英文）
- 新桔皮苷 Neohesperidin 中草藥化學圖像數據庫 (香港浸會大學中醫藥學院) （中文）（英文）
- Bitter Orange （页面存档备份，存于）: Information from the National Center for Complementary and Integrative Health
- Bitter Orange List of Chemicals (Dr. Duke's Databases)